# Мала теорема Ферма
Мала теорема Ферма — одне з основних тверджень елементарної теорії чисел. Вперше була сформульована в листі французького математика П'єра де Ферма до свого друга Френікля де Бессі 18 жовтня 1640 року. В листі проте не було наведено доведення. Перше відоме доведення подане Лейбніцом у неопублікованих рукописах.

## Формулювання
Мала теорема Ферма допускає кілька еквівалентних формулювань.
Нехай {\displaystyle \ p} — просте, {\displaystyle \ a} — ціле, що не ділиться на {\displaystyle \ p}. Тоді:
{\displaystyle \ a^{p-1}\equiv 1{\pmod {p}}}.
Еквівалентним є наступне твердження: Нехай {\displaystyle \ p} — просте, {\displaystyle \ a} — довільне ціле число. Тоді:
{\displaystyle \ a^{p}-a\equiv 0{\pmod {p}}}.

### Узагальнення 1
Ейлером було доведено, що для довільного {\displaystyle \ a} взаємно простого з {\displaystyle \ m>1} виконується наступне:
{\displaystyle a^{\varphi \left(m\right)}\equiv 1{\pmod {m}}\!}
де {\displaystyle \varphi \left(m\right)\!} — функція Ейлера.

### Узагальнення 2
Рівність {\displaystyle x^{q}=x\!} справедлива для всіх елементів {\displaystyle \ x} скінченного поля {\displaystyle k_{q}\!}, утвореного {\displaystyle \ q} елементами.

## Доведення

### Доведення 1 (заметодом математичної індукції)
Позначимо, як звично
{\displaystyle {p \choose k}={\frac {p(p-1)(p-2)\cdots (p-k+1)}{k!}}} — біноміальний коефіцієнт.
Тоді для простого {\displaystyle \ p} і {\displaystyle \ 0<k<p} маємо, що {\displaystyle {p \choose k}} ділиться на {\displaystyle \ p}.
Справді можна записати {\displaystyle {p \choose k}={\frac {pm}{k!}}\quad \quad ,} де {\displaystyle \quad \quad m=(p-1)(p-2)\cdots (p-k+1)}. Оскільки {\displaystyle \ p} і {\displaystyle \ k!} є взаємно-простими, то, очевидно, що {\displaystyle \ k!} ділить {\displaystyle \ m} і, як наслідок {\displaystyle {p \choose k}} ділиться на {\displaystyle \ p}.
Твердження Малої теореми Ферма доводитимемо методом математичної індукції. Теорема очевидно справедлива для {\displaystyle \ a=1}.
Припустимо, що вона справджується для певного цілого {\displaystyle \ a}. Згідно з формулою бінома Ньютона, використовуючи раніше доведене і припущення індукції одержуємо:
{\displaystyle (a+1)^{p}\equiv a^{p}+a^{0}+\sum _{k=1}^{p-1}{p \choose k}a^{k}\equiv a^{p}+1\equiv a+1{\pmod {p}}}.
тобто
{\displaystyle (a+1)^{p}-(a+1)\equiv 0{\pmod {p}}}, що доводить твердження для додатних цілих. Для від'ємних доведення аналогічне.

### Доведення 2 (використовуючи лишки)
Припустимо, що {\displaystyle \ a} додатне число, що не ділиться на {\displaystyle \ p}.

Якщо записати
{\displaystyle a,2a,3a,\ldots ,(p-1)a\quad \quad }
і обрахувати одержану послідовність за модулем {\displaystyle \ p}, то ми отримаємо деяку перестановку чисел:
{\displaystyle 1,2,3,\ldots ,p-1.\quad \quad \quad }.
Справді, жодне з чисел {\displaystyle a,2a,3a,\ldots ,(p-1)a} не ділиться на {\displaystyle \ p}, оскільки і {\displaystyle \ a} і будь-яке з чисел {\displaystyle 1,2,3,\ldots ,p-1.} є взаємно прості з {\displaystyle \ p}. Далі всі числа {\displaystyle a,2a,\ldots ,(p-1)a} мають бути відмінними одне від одного за модулем {\displaystyle \ p}. Справді, якщо
{\displaystyle ka\equiv ma{\pmod {p}},\,\!}
де {\displaystyle \ k} і {\displaystyle \ m} належать множині чисел {\displaystyle 1,2,\ldots ,(p-1)} то, зважаючи на взаємну простоту {\displaystyle \ a} і {\displaystyle \ p} отримуємо:
{\displaystyle k\equiv m{\pmod {p}}.\,\!}, що неможливо.
Відповідно, якщо ми перемножимо обидві послідовності, то результати повинні бути еквівалентні за модулем {\displaystyle \ p}:
{\displaystyle a\times 2a\times 3a\times \cdots \times (p-1)a\equiv 1\times 2\times 3\times \cdots (p-1){\pmod {p}}.}
Після перестановки множників і перепозначення отримуємо:
{\displaystyle \ a^{p-1}(p-1)!\equiv (p-1)!{\pmod {p}}.}
Остаточно, зважаючи, що {\displaystyle \ p} і {\displaystyle \ (p-1)!} взаємно-прості одержуємо твердження теореми:
{\displaystyle a^{p-1}\equiv 1{\pmod {p}}.\,\!}

### Доведення 3 (комбінаторне)
Припустимо, що ми маємо намистинки {\displaystyle \ a} різних кольорів і нам потрібно зробити з них намисто довжиною {\displaystyle \ p} намистинок. Для початку зробимо стрічку з {\displaystyle \ p} намистинок. Існує {\displaystyle \ a^{p}} різних стрічок. Відкинемо всі однотонні стрічки їх всього {\displaystyle \ a}. Залишається {\displaystyle \ a^{p}-a} різних стрічок. З'єднаємо початок кожної стрічки з її кінцем. Тепер деякі намиста стали однаковими, якщо їх повернути. Оскільки існує {\displaystyle \ p} різних циклічних перестановок то існує {\displaystyle \ {\frac {a^{p}-a}{p}}} різних намист. Виходячи з інтерпретації числа {\displaystyle \ {\frac {a^{p}-a}{p}}} воно ціле.